# Comanche 4
Comanche 4 ist eine Helikopter-Flugsimulation, die von NovaLogic entwickelt und von Electronic Arts vertrieben wurde. Sie erschien erstmals 2001 für Microsoft Windows. Der direkte Vorgänger war Comanche 3. Es stellt den letzten Teil der Computerspielreihe Comanche dar, der noch von NovaLogic verantwortet wurde. Erst 2021 erschien ein von Nukklear für THQ Nordic entwickeltes Reboot der Serie unter dem Titel Comanche.

## Spielprinzip
Gesteuert wird wie in den Vorgängern der namensgebende Hubschrauber-Prototyp Boeing-Sikorsky RAH-66 Comanche. Die Bewaffnung kann eingefahren werden, um die Radarsignatur weiter zu verringern. Gesteuert wird wahlweise per Joystick oder mittels Maus und Tastatur über die WASD-Tasten. Dem Spiel liegt ein Missionseditor bei.

## Entwicklung
Comanche 4 war eines der ersten Spiele, das die Grafik-Programmierschnittstelle DirectX 8.1 unterstützte. Neuartig waren Wassereffekte mit Wellenbewegungen. Gebäude, Panzer, Hubschrauber und erstmals auch Soldaten werden als Polygone dargestellt. Die Landschaft wurde zunächst aus Voxeln generiert, aber dann auch als Polygongrafik gerendert, um trotz anderer Technik das Aussehen der Vorgänger nachzuahmen. Dabei wurde technisch auf Transform and Lighting, Pixel-Shader für Beleuchtungseffekte sowie Normal Mapping und Environment Mapping für Spiegelungen gesetzt.

## Rezeption
Die Missionen seien laut PC Games spannend und bergen Überraschungen, wobei der Schwierigkeitsgrad hoch sei. Wie schon bei Comanche: Operation White Lightning von 1992 fehlten eine Hintergrundgeschichte oder Zwischensequenzen, wie sie in der Wing-Commander-Reihe üblich seien. Vergleichbar sei es mit der Unterwasser-Simulation Aquanox. Im Kontrast zum Durchbruch von vor zehn Jahren würden mit dem vierten Teil jedoch keine neuen technischen oder spielerischen Maßstäbe gesetzt und der Mehrspielermodus sei nicht so ausgefeilt wie die Einzelmissionen. Aus Sicht von Gameswelt handle es sich um eine gelungene Mischung aus Flugsimulation und Ego-Shooter. Die Steuerung sei schnell zu erlernen, Hintergrundmusik oder Fluggeräusche würden dagegen fehlen. 4Players urteilte, dass man Abstriche hinnehmen müsse, wenn man eine Simulation mit realistischem Flugverhalten erwarte.